# Shenandoah (Louisiane)
Pour les articles homonymes, voir Shenandoah.
Shenandoah est une communauté non constituée en municipalité et une census-designated place de la paroisse de Baton Rouge Est, en Louisiane, aux États-Unis,. 

## Démographie
| Groupe            | Shenandoah | Louisiane | États-Unis |
| ----------------- | ---------- | --------- | ---------- |
| Blancs            | 82,8       | 62,6      | 72,4       |
| Afro-Américains   | 11,2       | 32,0      | 12,6       |
| Asiatiques        | 3,5        | 1,6       | 4,8        |
| Métis             | 1,3        | 1,6       | 2,9        |
| Autres            | 0,8        | 1,5       | 6,4        |
| Amérindiens       | 0,3        | 0,7       | 0,9        |
| Total             | 100        | 100       | 100        |
|                   |            |           |            |
| Latino-Américains | 3,1        | 4,3       | 16,7       |

Selon l'American Community Survey, pour la période 2011-2015, 92,99 % de la population âgée de plus de 5 ans déclare parler anglais à la maison, alors que 2,65 % déclare parler le vietnamien, 1,48 % l'espagnol, 0,78 % le français, 0,53 % le tagalog et 1,57 % une autre langue.